# Вулиця Втіха
Ву́лиця Вті́ха — вулиця у Личаківському районі міста Львів, у місцевості Кривчицька колонія. Пролягає від залізниці до вулиці Зрубової, паралельно вулиці Кривчицька Дорога.
Прилучаються вулиці На Сторожі, Низова, На Копані, Прогулкова та Над Джерелом.

## Історія та забудова
Вулиця прокладена на початку 1930-х, під час будівництва так званої Кривчицької колонії (інша назва — Робітнича колонія «Кривчиці»). У 1933 році отримала сучасну назву. З 1943 року по липень 1944 року, протягом німецької окупації, тимчасово мала назву Житецькийґассе, на честь українського мовознавця Павла Житецького.
Забудована приватними садибами, переважно одно- та двоповерховими будинками 1930-х років у стилі конструктивізм.